# محيجير (فرع العدين)

تعديل مصدري - تعديل

محيجير محلة تابعة لقرية الاشعاب، التابعة لعزلة العاقبة بمديرية فرع العدين إحدى مديريات محافظة إب في الجمهورية اليمنية، بلغ تعداد سكانها 36 حسب تعداد اليمن لعام 2004.